# Herbert Pachucki
Herbert Pachucki (* 7. Juli 1924 in Wien; † 17. Oktober 2006) war ein österreichischer Jurist, Kammeramtsdirektor der Wirtschaftskammer Niederösterreich und langjähriger Vizepräsident des Österreichischen Genossenschaftsverbandes (ÖGV).

## Werdegang
Er war von 1942 bis 1945 im Kriegsdienst und promovierte 1948 zum Wirtschaftsjuristen. Innerhalb der Wirtschaftskammer Niederösterreich absolvierte der ab 1949 eine berufliche Entwicklung vom Konzeptbeamten der Handelspolitischen Abteilung bis zur Bestellung zum Kammeramtsdirektor im Jahr 1973.
1973 bis 1976 war er Vorstandsmitglied der Niederösterreichischen Juristischen Gesellschaft. Bis 2002 gehörte er dem Umweltbeirat der Energieversorgung Niederösterreich (EVN) an.

## Genossenschaftliche Funktionen
Er übernahm 1981 von Erhard Busek die Vizepräsidentschaft für den Bereich Ware und Dienstleistung im Österreichischen Genossenschaftsverband, wobei sein Hauptaugenmerk der klein- und mittelständischen Wirtschaft galt, deren Interessen er auch als Kammeramtsdirektor der Wirtschaftskammer Niederösterreich vertrat.
Poollösungen für Energie und Telefon, der erste Corporate Governance Codex einer genossenschaftlichen Gruppe in Österreich und die Zusammenarbeit zwischen Volksbanken, Waren- und Dienstleistungsgenossenschaften innerhalb des Verbandes zählten zu seinen Anliegen.
Als Mitglied ab 1979 und Vorsitzender des Beirates der Österreichischen Volksbanken-Aktiengesellschaft (ÖVAG) ab 1984 trug er u. a. deren Neustrukturierung zur Kommerzbank mit Spitzeninstitutsfunktion, deren Osterweiterung sowie die Eingliederung von Investkredit und Kommunalkredit mit.

## Auszeichnungen
- Goldenes Komturkreuz des Ehrenzeichens für Verdienste um das Land Niederösterreich
- Großes Goldenes Ehrenzeichen am Bande des Österreichischen Genossenschaftsverbandes (1994)
- Erster Träger des Schulze-Delitzsch-Ehrenringes von ÖGV und ÖVAG
- Verleihung des Berufstitels Professor durch den Bundespräsidenten für wissenschaftliche Arbeiten und Lehrtätigkeit an der Technischen Universität Wien.

## Publikationen
- Das Grüne Brevier, Graz, Stuttgart, 1996, ISBN 9783702007461
- Grundfragen staatlicher Strukturpolitik, Linz 1972
- Regionalpolitik, Wien, 1967
- Kooperation verringert Insolvenzrisiko, In: Österreichischer Genossenschaftsverband (Hrsg.), Die Gewerbliche Genossenschaft, Jahrgang 133 (2005), Nr. 5, S. 25.